# Генерація другої гармоніки

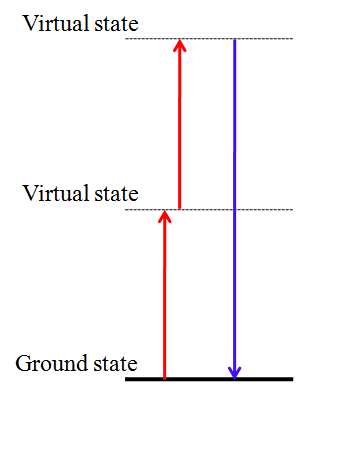
Схема енергетичних рівнів генерації другої гармоніки.

Електон (фіолетова кулька) розхитується синусоїдальною силою, наприклад у полі електромагнітної хвилі. Але оскільки потенціальна яма для електрона ангармонічна (чорна крива), рух електрона несинусоїдальний. Три стрілки показують Фур'є складові руху: блакитна стрілка відповідає звичній (лінійній) діелектричній проникності, зелена стрілка відповідає генерації другої гармоніки, а червона стрілка відповідає оптичному випрямленню.

Генерація другої гармоніки (подвоєння частоти) — нелінійний процес, у якому фотони однакової частоти взаємодіють між собою в нелінійному середовищі й об'єднуються з генерацією фотонів, які мають удвічі більшу енергію (а отже частоту) і вдвічі меншу довжину хвилі. Генерація другої гармоніки, як нелінійне явище парного порядку, можлива лише в середовищах без центру інверсії. Вона є окремим випадком загальнішого явища комбінування частот і оберненим до явища генерації половинної гармоніки.
Генерацію другої гармоніки вперше продемонстрували 1961 року в Мічиганському університеті Пітер Франкен, Гілл, Петерс та Вайнрайх. Ця демонстрація стала можливою завдяки винаходу лазера, що міг створити потрібну інтенсивність когерентного світла. Вони сфокусували світло рубінового лазера з довжиною хвилі 694 нм на кристалі кварцу. Аналіз вихідного сигналу спектрометром і запис спектру на фотопапері виявили світло з довжиною хвилі 347 нм. Відомим став курйоз, що при публікації у Physical Review Letters редактор помилково подумав, що тьмяна пляма (на 347 нм) на фотопапері — бруд, і витер її.  Теорію генерації другої гармоніки першими сформулювали  1962 року Бломберген та Першан з Гарвардського університету. Їхній всесторонній аналіз розв'язків  рівнянь Максвелла на плоскій границі розділу лінійного та нелінійного середовищ дозволив визначити правила взаємодії світла з нелінійним середовищем.
Генерація другої гармоніки, яку називають також подвоєнням частоти, відома також у радіозв'язку. Ця технологія активно розвивалася на початку  20-го століття. Її використовують у мегагерцовому діапазоні. Вона є окремим випадком множення частот.

## Типи генерації другої гармоніки в кристалах
Генерація другої гармоніки буває трьох типів, які позначають 0, I та II. Кристалам без центру інверсії властиве подвійне променезаломлення, і хвилі в них можуть мати дві поляризації, звичайну та незвичайну, в залежності від напрямку розповсюдження світла відносно кристалічних осей. У генерації другої гармоніки типу 0 два фотони незвичайної хвилі об'єднуються з утворенням одного фотона подвоєної частоти з незвичайною поляризацією. У типі I два фотони звичайної хвилі об'єднуються з утворенням одного фотона подвоєної частоти з незвичайною поляризацією. У типі I два фотони з різною поляризацією об'єднуються з утворенням одного фотона подвоєної частоти з незвичайною поляризацією. Для заданої орієнтації кристала можливий тільки один із цих типів генерації другої гармоніки. Загалом для реалізації взаємодії  типу 0 потрібні кристали з квазі синхронізацією фази, наприклад, періодичні шари ніобату літію з різною орієнтацією кристалічних осей.   

Діаграма процесу генерації другої гармоніки.

## Генерація другої гармоніки в оптиці
Оскільки в середовищах з симетрією інверсії, генерація другої гармоніки заборонена, цікавими об'єктами дослідження стають поверхні розділу між середовищами. Власне, для генерації другої та комбінованих гармонік об'ємний сигнал не так важливий, що робить їх методами тісно пов'язаними з поверхнею. 1982 року Гайнц та Шень уперше переконливо показали, що генерацію другої гармоніки можна використовувати для зондування молекулярних моношарів, адсорбованих на поверхні. Гейнц та Шень адсорбували на по плоскій поверхні аморфного кремнію моношари молекул лазерного барвника родаміну. Потім на цей моношар спрямовувався наносекундний ультрашвидкий лазерний імпульс і вимірювалося світло на подвоєній частоті. Як наслідок вони отримали характеристичні спектри адсорбованих молекул.  Відбиття від поверхні мало характерну квадратичну залежність від потужності лазера накачування.
Спектроскопія генерації другої гармоніки вимірює сигнал на частоті 2ω (при вхідному сигналі {\displaystyle E(\omega )}) з метою отримання інформації про поверхню.   Наведений дипольний момент другої гармоніки {\displaystyle P^{(2)}(2\omega )} можна записати (доведення нижче):
{\displaystyle E(2\omega )\sim P^{(2)}(2\omega )=\chi ^{(2)}E(\omega )E(\omega )}
де {\displaystyle \chi ^{(2)}} — тензор нелінійної спийнятливості, характеристика матеріалів, що межують між собою. Показано, що генерована {\displaystyle E(2\omega )} та відповідна їй {\displaystyle \chi ^{(2)}} дозволяють отримати інформацію про орієнтацію молекул на поверхні розділу,  аналітику хімії поверхні та поверхневі хімічні реакції.

### Плоска поверхня
Перші експерименти продемонстрували генерацію другої гармоніки поверхнею металу. Згодом генерацію другої гармоніки стали використовувати для дослідження границі розділу між водою та повітрям, що дозволило отримати інформацію про орієнтацію молекул та їхнє впорядкування на одній з найпоширеніших поверхонь. Можна показати, що специфічні елементи {\displaystyle \chi ^{(2)}} дорівнюють: 

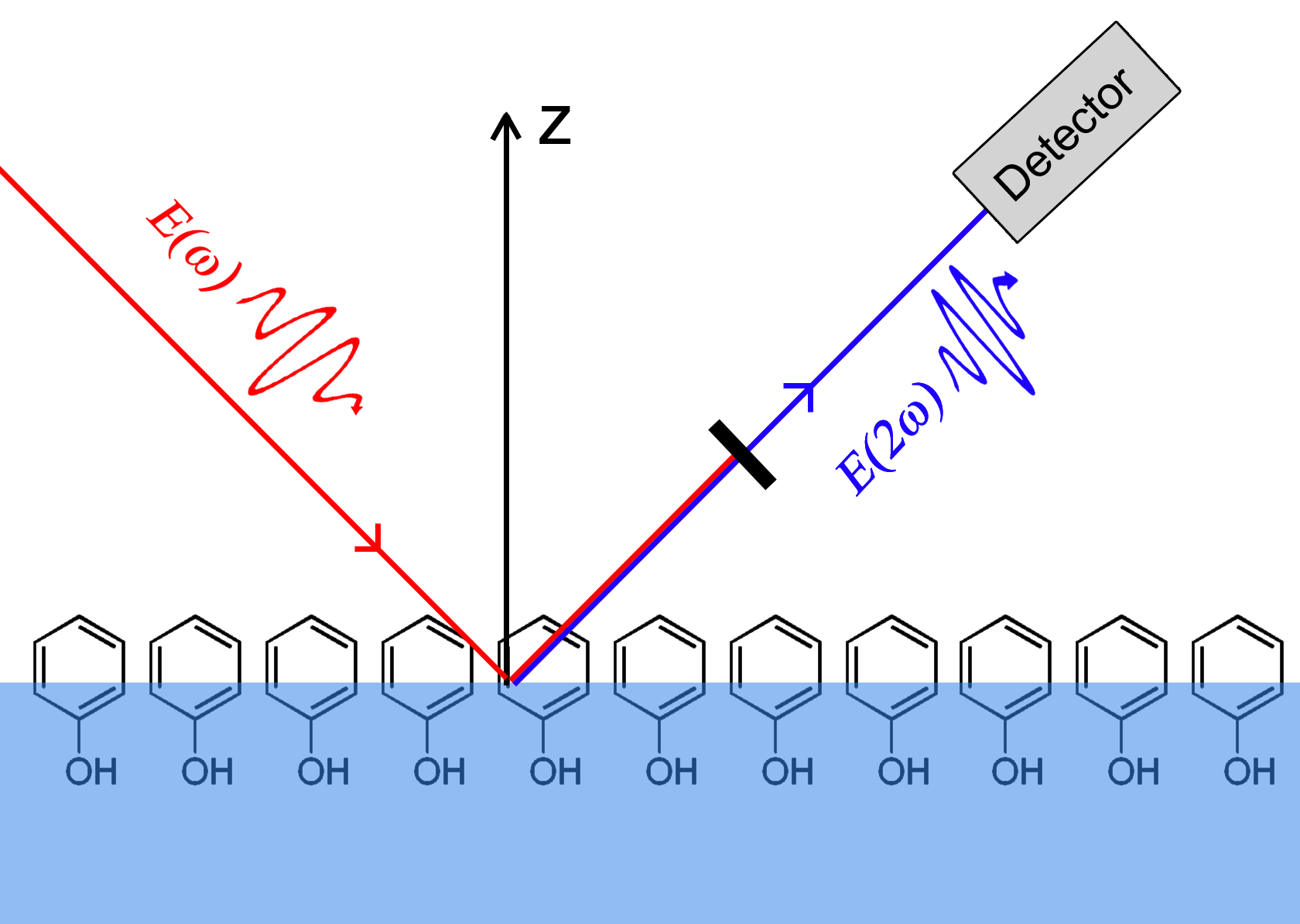
Ілюстрація досліду з генерації другої гармоніки з метою вимірювання орієнтації молекул фенолу на границі розділу води з повітрям.

{\displaystyle \chi _{zzz}^{(2)}=N_{s}\langle \cos ^{3}\theta \rangle \alpha _{zzz}^{(2)}}
{\displaystyle \chi _{xzx}^{(2)}={\frac {1}{2}}N_{s}\langle \cos \theta \sin ^{2}\theta \rangle \alpha _{zzz}^{(2)}}
де Ns — кількість адсорбованих молекул на одиницю площі поверхні, θ — кут між віссю  z молекули та нормаллю до поверхні Z, а {\displaystyle \alpha _{zzz}^{(2)}} — найбільший з елементів нелінійної поляризовності молекули на поверхні. Ці формули дозоволяють визначити θ за відомими лабораторними координатами (x, y, z). Використовуючи інтерференцію другої гармоніки можна визначити  елементи χ(2). Перші вимірювання орієнтації молекул показали, що гідроксильні групи фенолу на межі води та повітря обернені у воду (як і очікувалося, виходячи зі здатності гідроксильних груп утворювати водневі зв'язки). Генерація другої гармоніки на плоскій поверхні розділу, крім того, продемонструвала різницю в pKa та обертання молекул на межі розділу.

### Неплоскі поверхні
Друга гармоніка може також генеруватися на поверхнях, що є локально плоскими, але мають симетрію інверсії на більшому масштабі. Зокрема, нові теорії показали, що генерація другої гармоніки маленькими сферичними частинками  (мікро- та наномастшаб) дозволена при акуратному розгляді Релеївського розсіяння. На поверхні малих сфер симетрія інверсії порушена, що дозволяє генерацію другої та інших гармонік. 

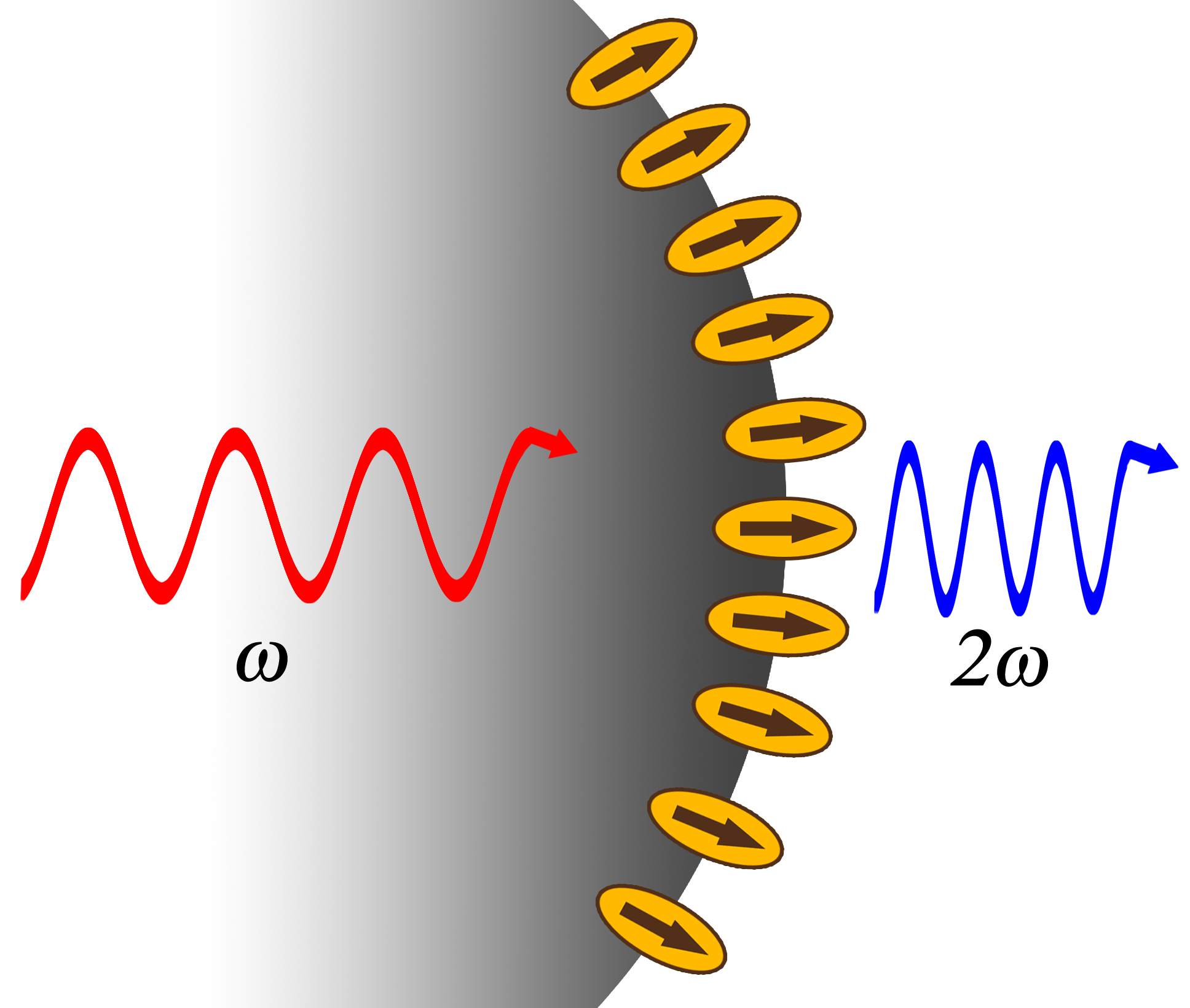
Ілюстрація впорядкованих молекул на поверхні малої сферичної частинки. Ультрафіолетовий лазер накачки з частотою ω генерує світло на частоті 2ω завдяки локально нецернтросиметричному середовищу.

Для колоїдної системи мікрочастинок з відносно низькою концентрацією сумарний сигнал на подвоєній частоті {\displaystyle I_{2\omega }^{total}} задається формулою:
{\displaystyle I_{2\omega }^{total}\propto \sum \limits _{j=1}^{n}(E_{j}^{2\omega })^{2}=n(E^{2\omega })^{2}=nI_{2\omega }}
де {\displaystyle E_{j}^{2\omega }} — електричне поле другої гармоніки, створене  j-тою частинкою, а n — густина частинок. Світло подвоєної частоти, генероване окремими частинками, когерентне, але додається некогерентно зі світлом інших частинок (якщо густина залишається достатньо малою). Отже, друга гармоніка утворюється тільки на поверхні сфер і не залежить від взаємодії між частинками. Показано також, що електричне поле другої гармоніки {\displaystyle E(2\omega )} масштабується як радіус частинки в кубі: a3.
Крім сфер вивчалися частинки іншої форми, наприклад стрижні. Системи малих частинок можна вивчати в умовах, коли вони закріплені або плавають у колоїдному розчині. Нещодавні експерименти, що використоювують генерацію другої гармоніки на непланарних поверхнях, включають вивчення кінетики транспорту в мембранах живих клітин та демонастрацію подвоєння частоти у складних наноматеріалах. 

## У мікроскопії
У біологічних та медичних науках явище генерації другої гармоніки використовується для оптичної мікроскопії високої роздільності. Тільки структури без центру інверсії мають ненульовий коефіцієнт генерації другої гармоніки й можуть випромінювати на подвоєній частоті. До таких структур належить колаген, який входить до складу тканин, що несуть навантаження. Використовуючи лазер із короткими імпульсами, наприклад фемтосекундний лазер та відповідні фільтри, світло, що викликає збудження легко розділяється з сигналом на подвоєній  частоті. Це дозволяє досягнути дуже високої аксіальної та латеральної роздільності, порівняної з роздільністю конфокальної мікроскопії, але без малих апертур. Мікроскопія другої гармоніни використовувалася для ретельного дослідження рогівки та  склери, які містять багато колагену.

## Комерційне використання
Виробництво лазерів використовує генерацію другої гармоніки для отримання зелених лазерів, що виромінюють на довжині хвилі 532 нм, виходячи з інфрачервоного джерела з довжиною хвилі 1064 нм.   Для цього  1064 нанометрове світло пропускають через кристал дигідрогенфосфату калію (KDP).  В лазерних діодах високої якості кристалом покривають вихід разом із інфрачервоним фільтром, щоб запобігти просочуванню потужного інфрачервоного випромінювання з довжиною хвилі 1064 нм або 808 нм. Світло цих частот невидиме і не викликає у людини рефлективного закривання очей, що може бути небезпечним для ока.  Більш того, спеціальні окуляри для захисту від лазерного світла, призначені для роботи з аргоновим та іншими зеленими лазерами, можуть відфільтрувати зелене світло, створюючи фальшиве відчуття безпеки, оскільки вони пропускають інфрачервоні промені.  Як би там не було,  зелені лазерні указки випускаються, й їх можна купити на ринку, який намагається уникнути дорогих інфрачервоних фільтрів, часто без попередження. Генерація другої гармоніки також використовується для вимірювання ультракоротких імпульсів методом автокореляції інтенсивності.

## Теорія генерації другої гармоніки
Найпростіше аналізувати генерацію другої гармоніки плоскою хвилею з амплітудою E(ω), що розповсюджується в нелінійному середовищі у напрямку, заданому її хвильовим вектором k. На частоті другої гармоніки генерується поляризація
{\displaystyle P(2\omega )=2\epsilon _{0}d_{\text{eff}}(2\omega ;\omega ,\omega )E^{2}(\omega ),\,}
Хвильове рівняння на частоті 2ω (нехтуютчи втратами та приймаючи наближення повільної зміни огинаючої) записується
{\displaystyle {\frac {\partial E(2\omega )}{\partial z}}=-{\frac {i\omega }{n_{2\omega }c}}d_{\text{eff}}E^{2}(\omega )e^{i\Delta kz}}
де {\displaystyle \Delta k=k(2\omega )-2k(\omega )}.
У разі малої ефективності конверсії (E(2ω) << E(ω)) амплітуда {\displaystyle E(\omega )} залишається практично сталою на всій довжині взаємодії {\displaystyle l}. Тоді, з граничною умовою {\displaystyle E(2\omega ,z=0)=0}:
{\displaystyle E(2\omega ,z=l)=-{\frac {i\omega d_{\text{eff}}}{n_{2\omega }c}}E^{2}(\omega )\int _{0}^{l}{e^{i\Delta kz}dz}=-{\frac {i\omega d_{\text{eff}}}{n_{2\omega }c}}E^{2}(\omega )l\,{\frac {\sin {(\Delta kl/2)}}{\Delta kl/2}}e^{i\Delta kl/2}}
Через оптичну інтенсивність {\displaystyle I=n/2{\sqrt {\epsilon _{0}/\mu _{0}}}|E|^{2}} це дає
{\displaystyle I(2\omega ,l)={\frac {2\omega ^{2}d_{\text{eff}}^{2}l^{2}}{n_{2\omega }n_{\omega }^{2}c^{3}\epsilon _{0}}}\left({\frac {\sin {(\Delta kl/2)}}{\Delta kl/2}}\right)^{2}I^{2}(\omega )}
Ця інтенсивність максимальна за умови збігання фаз Δk = 0. Якщо процес проходить без збігання фаз, поляризація на частоті 2ω коливається то в фазі, то не в фазі з генерованою хвилею E(2ω), і конверсія осцилює як sin(Δkl/2). Довжина когерентності визначається як {\displaystyle l_{c}={\frac {\pi }{\Delta k}}}. Використовувати нелінійний кристал, довший від довжини когерентності, — не вигідно. (Інший підхід до цієї проблеми — створення перідичних структур зі змінною орієнтацією шарів.)

## Випадок ослаблення основної хвилі
Коли конверсія стає значною, друга гармоніка зростає, і виникає потреба врахувати ослаблення основної хвилі. Тоді потрібно розв'язати систему рівнянь:
{\displaystyle {\frac {\partial E(2\omega )}{\partial z}}=-{\frac {i\omega }{n_{2\omega }c}}d_{\text{eff}}E^{2}(\omega )e^{i\Delta kz}},
{\displaystyle {\frac {\partial E(\omega )}{\partial z}}=-{\frac {i\omega }{n_{\omega }c}}d_{\text{eff}}^{*}E(2\omega )E^{*}(\omega )e^{-i\Delta kz}},
де {\displaystyle *} позначає комплексне спряження. Заради простоти можна  припустити збігання фаз ({\displaystyle \Delta k=0}). Тоді баланс енергії перетворення вимагає
{\displaystyle n_{2\omega }[E^{*}(2\omega ){\frac {\partial E(2\omega )}{\partial z}}+c.c.]=-n_{\omega }[E(\omega ){\frac {\partial E^{*}(\omega )}{\partial z}}+c.c.]}
де {\displaystyle c.c.} позначає комплексно спряжений член, або
{\displaystyle n_{2\omega }|E(2\omega )|^{2}+n_{\omega }|E(\omega )|^{2}=n_{2\omega }E_{0}^{2}}.
Задавши
{\displaystyle E(\omega )=|E(\omega )|e^{i\phi (\omega )}}
{\displaystyle E(2\omega )=|E(2\omega )|e^{i\phi (2\omega )}}
можна отримати 
{\displaystyle {\frac {d|E(2\omega )|}{dz}}=-{\frac {i\omega d_{\text{eff}}}{n_{\omega }c}}\left[E_{0}^{2}-|E(2\omega )|^{2}\right]e^{2i\phi (\omega )-i\phi (2\omega )}}
{\displaystyle \int _{0}^{|E(2\omega )|l}{\frac {d|E(2\omega )|}{E_{0}^{2}-|E(2\omega )|^{2}}}=-\int _{0}^{l}{{\frac {i\omega d_{\text{eff}}}{n_{\omega }c}}dz}}
Використовуючи
{\displaystyle \int {\frac {dx}{a^{2}-x^{2}}}={\frac {1}{a}}{\text{arcth}}{\frac {x}{a}}}
отримуємо
{\displaystyle |E(2\omega )|_{z=l}=E_{0}{\text{th}}{\left({\frac {-iE_{0}l\omega d_{\text{eff}}}{n_{\omega }c}}e^{2i\phi (\omega )-i\phi (2\omega )}\right)}}
Припустивши, що  {\displaystyle d_{\text{eff}}} дійсна, відносні фази дійсних гармонік повинні бути такими, що  {\displaystyle e^{2i\phi (\omega )-i\phi (2\omega )}=i}. Тоді
{\displaystyle I(2\omega ,l)=I(\omega ,0){\text{th}}^{2}{\left({\frac {E_{0}\omega d_{\text{eff}}l}{n_{\omega }c}}\right)}}
або
{\displaystyle I(2\omega ,l)=I(\omega ,0){\text{th}}^{2}{(\Gamma l)},}
де {\displaystyle \Gamma =\omega d_{\text{eff}}E_{0}/nc}. З {\displaystyle I(2\omega ,l)+I(\omega ,l)=I(\omega ,0)} слідує також, що
{\displaystyle I(\omega ,l)=I(\omega ,0)\mathrm {sech} ^{2}{(\Gamma l)}.}

## Виноски
1. 1 2  Franken, P.; Hill, A.; Peters, C.; Weinreich, G. (1961). Generation of Optical Harmonics. Physical Review Letters. 7 (4): 118—119. Bibcode:1961PhRvL...7..118F. doi:10.1103/PhysRevLett.7.118.
2. ↑  Haroche, Serge (17 жовтня 2008). Essay: Fifty Years of Atomic, Molecular and Optical Physics in Physical Review Letters. Physical Review Letters. 101 (16): 160001. Bibcode:2008PhRvL.101p0001H. doi:10.1103/PhysRevLett.101.160001. PMID 18999650.
3. ↑  Bloembergen, N.; Pershan, P. S. (1962). Light Waves at Boundary of Nonlinear Media. Physical Review. 128 (2): 606—622. Bibcode:1962PhRv..128..606B. doi:10.1103/PhysRev.128.606.
4. ↑  Heinz, T. F. та ін. (1982). Spectroscopy of Molecular Monolayers by Resonant 2nd-Harmonic Generation. Physical Review Letters. 48 (7): 478—81. Bibcode:1982PhRvL..48..478H. doi:10.1103/PhysRevLett.48.478.
5. ↑  Shen, Y. R. (1989). Surface-Properties Probed by 2nd-Harmonic and Sum-Frequency Generation. Nature. 337 (6207): 519—25. Bibcode:1989Natur.337..519S. doi:10.1038/337519a0.
6. ↑  Brown, F.; Matsuoka, M. (1969). Effect of Adsorbed Surface Layers on Second-Harmonic Light from Silver. Physical Review. 185 (3): 985—987. Bibcode:1969PhRv..185..985B. doi:10.1103/PhysRev.185.985.
7. ↑  Eisenthal, K. B. (1992). Equilibrium and Dynamic Processes at Interfaces by 2nd Harmonic and Sum Frequency Generation. Annual Review of Physical Chemistry. 43 (1): 627—61. doi:10.1146/annurev.physchem.43.1.627.
8. ↑  Kemnitz, K. та ін. (1986). The Phase of 2nd-Harmonic Light Generated at an Interface and Its Relation to Absolute Molecular-Orientation. Chemical Physics Letters. 131 (4–5): 285—90. Bibcode:1986CPL...131..285K. doi:10.1016/0009-2614(86)87152-4.
9. ↑  Dadap, J. I.; Shan, J.; Heinz, T. F. (2004). Theory of Optical Second-Harmonic Generation from a Sphere of Centrosymmetric Material: Small-Particle Limit. Journal of the Optical Society of America B-Optical Physics. 21 (7): 1328—47. Bibcode:2004JOSAB..21.1328D. doi:10.1364/JOSAB.21.001328.
10. ↑  Eisenthal, K. B. (2006). Second Harmonic Spectroscopy of Aqueous Nano- and Microparticle Interfaces. Chemical Reviews. 106 (4): 1462—77. doi:10.1021/cr0403685. PMID 16608187.
11. ↑  Chan, S. W. та ін. (2006). Second Harmonic Generation in Zinc Oxide Nanorods. Applied Physics B-Lasers and Optics. 84 (1–2): 351—55. Bibcode:2006ApPhB..84..351C. doi:10.1007/s00340-006-2292-0.
12. ↑  Zeng, Jia та ін. (2013). Time-Resolved Molecular Transport across Living Cell Membranes. Biophysical Journal. 104 (1): 139—45. doi:10.1016/j.bpj.2012.11.3814. PMC 3540258. PMID 23332066.
13. ↑  Fan, W. та ін. (2006). Second Harmonic Generation from a Nanopatterned Isotropic Nonlinear Material. Nano Letters. 6 (5): 1027—30. Bibcode:2006NanoL...6.1027F. doi:10.1021/nl0604457.
14. ↑  Han, M; Giese, G; Bille, J (2005). Second harmonic generation imaging of collagen fibrils in cornea and sclera. Optics Express. 13 (15): 5791—7. Bibcode:2005OExpr..13.5791H. doi:10.1364/OPEX.13.005791. PMID 19498583. Архів оригіналу за 11 грудня 2019. Процитовано 5 червня 2017.
15. ↑  Brown, Donald J.; Morishige, Naoyuki; Neekhra, Aneesh; Minckler, Don S.; Jester, James V. (2007). Application of second harmonic imaging microscopy to assess structural changes in optic nerve head structure ex vivo. Journal of Biomedical Optics. 12 (2): 024029. Bibcode:2007JBO....12b4029B. doi:10.1117/1.2717540. PMID 17477744.
16. ↑  A warning about IR in green cheap green laser pointers. Архів оригіналу за 3 травня 2018. Процитовано 5 червня 2017.